# Бомбардовање Београда (1941)
Бомбардовањe Београда у Другом свјетском рату, такође познато и као Операција Одмазда (њем. Unternehmen Strafgericht) или Операција Казна, било је њемачко бомбардовање Београда у априлу 1941, у знак одмазде за војни пуч којим је свргнута влада која је потписала Тројни пакт. Бомбардовање се догодило у првим данима осовинске инвазије на Југославију током Другог свјетског рата. Југословенско краљевско ратно ваздухопловство (ЈКРВ) располагало је са само 77 савремених борбених авиона за одбрану Београда насупрот стотина њемачких ловаца и бомбардера који су напали у првом таласу рано 6. априла. Три дана прије, капетан ваздухопловства Владимир Крен је пребјегао Нијемцима, откривајући им локације више војних средстава и шифре ЈКРВ.
Још три таласа бомбардера напала су Београд 6. априла, а наредних дана напади су настављени. Напади су довели до парализе југословенског цивилне и војне команде и контроле, као и до разарања инфраструктуре Београда и много цивилних жртава. Копнена инвазија почела је неколико часова раније, а ваздушни напади су вршени и на аеродроме ЈКРВ и друге стратешке циљеве широм Југославије. Међу цивилним циљевима били су Народна библиотека, која је до темеља изгорјела заједно са неколико стотина хиљада књига и рукописа, као и Београдски зоолошки врт.
У знак одмазде због инвазије на Југославију, која је капитулирала 17. априла, британско Краљевско ратно ваздухопловство је извршило два бомбардовања Софије, која је касније учествовала у парчању Југославије. Вишег официра Луфтвафеа одговорног за бомбардовање, генералоберста Александера Лера, Британци су изручили Југословенској армији, а послије времена проведеног у војном затвору у Београду осуђен је на смртни казну због ратних злочина, дијелом и због учешћа у бомбардовању Београда. Владимир Крен је ухапшен 1947. под неповезаних оптужбама за ратне злочине који су проистекли из његове касније службе као команданта Зракопловства Независне Државе Хрватске. Изручен је Југославији ради суђења, а осуђен је по свим тачкама оптужнице и погубљен 1948. године. У Земуну је 1997. подигнут споменик у знак сјећања на погинуле пилоте у одбрани Београда. Бомбардовање је драматизовано у књижевности и филму.

## Позадина

### Војни пуч
Након њемачког аншлуса Аустрије 1938, Југославија је дијелила границу са Нацистичком Њемачком и била је све изложенија политичком притиску присталица Осовине, јер су њени сусједи ступали у савез са силама Осовине. У априлу 1939. Југославија је добила другу границу са Италијом, након италијанске инвазије на Албанију. Од септембра до новембра 1940, Мађарска је приступила Тројном пакту, Италија је извршила инвазију на Грчку, а Тројном пакту се придружила и Румунија. Од тада, Југославија је била готово окружена силама Осовине или њиховим клијентским државама, а њен неутрални став према рату био је под огромним притиском. Адолф Хитлер је 14. фебруара 1941. позвао предсједника Министарског савјета Драгишу Цветковића и министра иностраних послова Александра Цинцар Марковића у Берхтесгаден и затражио да се и Југославија придружи Тројном пакту. Бугарска се придружила 1. марта, а сљедећег дана су њемачке трупе ушле у Бугарску и Румунију, затварајући обруч око Југославије.
Хитлер је са притиском наставио 4. марта, када је југословенски кнез-намјесник Павле посјетио Берхтесгаден, али је одложио доношење одлуке. Југословенско краљевско ратно ваздухопловство је тајно мобилисано 6. марта. Наредног дана, британске трупе су почеле да се искрцавају у Грчку, како би ојачале одбрану земље од Италијана. ЈКРВ је почела да се размјешта на помоћне аеродроме 12. марта. До 20. марта је завршено размјештање. Хитлер је, желећи да осигура свој јужни бок у ишчекивању предстојеће инвазије Њемачке на Совјетски Савез, захтијевао да Југославија приступи Тројном пакту. Југословенска влада се повиновала 25. марта. Два дана касније, група официра ЈКРВ и Краљеве гарде, предвођена бригадним генералом Боривојем Мирковићем, збацила је у војном пучу трочлано краљевско намјесништво и власт предала малољетном Петру II.

### Припреме
На дан пуча, Хитлер је издао Директиву број 25, у којој је писало да је пуч промијенио политичку ситуацију на Балкану. У Директиви је навео да „Југославију треба сматрати непријатељем и у случају да ускоро да изјаву лојалности, па је стога треба разбити што је могуће прије”. Њемачки извиђачки авиони су често нарушавали југословенски ваздушни простор након пуча. Ловци ЈКРВ стављени су у сталну приправност. Њемачки упади су показали да су мрежа југословенских копнених осматрачница и пратећа радио-комуникација неадекватни. Хитлер је одлучио да се Београд бомбардује као казна за војни пуч, под кодним називом Операција Одмазда (њем. Unternehmen Strafgericht). Рајхсмаршал Херман Геринг је 27. и 28. марта 1941. пребацио око 500 ловаца и бомбардера из Француске и сјеверне Њемачке на аеродроме недалеко од југословенске границе. Командант Луфтфлоте IV, генералоберст Александер Лер, одредио је ове авионе за напад на југословенску пријестоницу у таласима дању и ноћу. Лер је издао наређење за бомбардовање 31. марта, али је одлуку о бомбардовању Београда Хитлер потврдио тек 5. априла. Хитлер је наредио опште уништење Београда, али је Лер у посљедњем тренутку замијенио ове опште смјернице конкретним војним циљевима унутар града.
Капетан Владимир Крен је 3. априла авионом Потез 25 одлетио у Грац и пребјегао Нијемцима. Открио је локације многих југословенских аеродрома на којима су размјештени авиони, као и шифре које је користило ЈКРВ, а које је морало брзо да промијени. Такође, открио је локације југословенских центара за мобилизацију и противваздушна склоништа у Београду. Британски пуковник је 5. априла поподне посјетио Мирковића у бази ЈКРВ у Земуну и обавијестио га да ће напад на Београд почети у 6.30 часова сљедећег дана. Министарски савјет је претходног дана прогласио Београд отвореним градом у случају непријатељстава. Њемачка амбасада је обавијестила своју владу да Београд нема никакву противваздушну одбрану, али у настојању да јавности оправда напад, њемачка пропаганда је град означила као „Београдска тврђава”, након што су прве бомбе бачене.
До 6. априла, ЈКРВ је било скоро потпуно мобилисано и састојало се од четири ваздухопловне бригаде са више од 423 авиона југословенског, њемачког, италијанског, француског, чешког и британског поријекла, укључујући 107 савремених ловаца и 100 савремених средњих бомбардера. Осим малог броја ловаца Рогожарски ИК-3 домаће производње, скоро сви савремени авиони који су били на располагању ЈКРВ били су њемачког, италијанског или британског поријекла, за које су били доступни ограничени резервни дијелови и муниција. Расположиви авиони били су раштркани по цијелој земљи, а само је 1. ваздухопловна ловачка бригада била довољно близу Београда да одговори на напад на пријестоницу. Укупно, 1. ваздухопловна ловачка бригада имала је 56 ловаца Месершмита Bf 109 Е-3, 15 Хокер харикена МкИ и 6 Рогожарских ИК-3.

## Бомбардовање
Њемачке копнене снаге прешле су југословенску границу у 5.15 часова 6. априла, а њемачки министар пропаганде Јозеф Гебелс је у 6.00 часова објавио рат Југославији. Југословенска противваздушна одбана изазвала је лажну узбуну када је пријавила приближавање ваздушног напада из правца Румуније у 3.00 часа, јер су прислушни пунктови на румунској граници чули како се мотори румунског Флигерфирера Арад загријевају прије полијетања. 51. ловачка група 6. ловачког пука ЈКРВ стационирана на аеродрому у Земуну стављена је у стање приправности прије зоре, а када су почели да пристижу извјештаји о нападима Луфтвафеа на аеродроме ЈКРВ, упућена је прва патрола. У почетку, није примјећена ниједна летјелица у околини Београда.
Први талас је ударио на Београд између 6.30 и 6.45 часова и састојао се од 74 обрушавајућа бомбардера Јункерс Ju 87 Штука, 160 средњих бомбардера Хајнкел He 111 и 17 лаких бомбардера Дорније Do 17 на висини од 2400—3000 метара. Пратили су их тешки ловци Месершмит Bf 110 на висини од 3400—3700 метара и 100 ловаца Месершмит Bf 109 E на висини од 4600 метара. Цјелокупној 6. ловачкој бригади, коју су чиниле 32. ловачка група стационирана у Прњавору и 51. ловачка група стационирана у Земуну, која је на располагању имала 29 Месершмита Bf 109 E и 5 Рогожарских ИК-3, наређено је да пресретне Нијемце. Југословенске авионе су брзо опазили Месершмити Bf 109 E из 77. борбене ескадриле. Чим је кренуо први талас, Хокер харикен Мк1 из 52. ловачке групе 2. ловачког пука стационираног у Книћу стигао је изнад Београда и заокупио неколико понурућих бомбардера, тврдећи да је једна Штука оборена. Током првог напада, према југословенским изворима оборено је 15 њемачких авиона и 5 југословенских, а још 6 је било тешко оштећено. Пилоти њемачке 77. ловачке ескадриле тврдили су да је 10 југословенских летјелица оборено и још 6 уништено на земљи. По повратку у базу, командант 51. ловачке групе разријешен је команде због оклијевања. У првом таласу бомбардована је београдска електрана, пошта са телеграфским и поштанским службама, сједиште Министарства војске и морнарице, зграда Врховне команде, зграда Војне академије, Краљев двор на Дедињу, касарна Краљеве гарде на Топчидеру, штаб Жандармерије, аеродром у Земуну и други циљеви.
Одмах послије првог таласа, краљ Петар II, Министарски савјет и Врховна команда напустили су Београд и повукли се у планинску унутрашњост с намјером да оду у егзил. Други талас њемачких авиона стигао је изнад Београда око 10 часова, чинило га је 57 обрушавајућих бомбардера Ju 87 и 30 ловаца Bf 109 E. У сусрет им је ишло 15 преосталих ловаца 6. ловачке бригаде. Овог пута су према југословенским изворима принудно приземљена два обрушавајућа бомбардера, а оборен је један Bf 109 E. Патрола Bf 109 E из састава југословенске 31. ловачке групе стациониране у Крагујевцу, дјелујући без наређења командата своје групе, пратила је Нијемце у повратку у њихове базе и према југословенским изворима оборила два обрушавајућа бомбардера.

### Последице
У бомбардовању Београда 1941. погинуло је 2.274 људи (процене: 2.271—4.000, немачке процене: 1.500—1.700). Порушено је 627 зграда, веома оштећена 1.601 зграда, делимично оштећено 6.829 зграда (укључујући део зграде Старог двора). Тешко је оштећена Вазнесењска црква у којој је било верника који су били дошли на јутрење. Најзначајнији споменик културе, Народна библиотека са 350.000 књига, уништена је већ првог дана бомбардовања.
Генерал Лер се 9. маја 1945. предао Југословенској армији. Побегао је и поново је ухваћен 13. маја. После рата суђено му је за ратне злочине пред војним судом Југословенске армије, а једна од тачака оптужнице се односила на његово командовање 4. ваздушном флотом током Операције Одмазда. Проглашен је кривим, осуђен на смрт и погубљен.
Немачки фелдмаршал Евалд фон Клајст је на суђењу после рата изјавио: „Ваздушни напад на Београд 1941. године имао је првенствено политичко-терористички карактер и није имао ништа заједничко са ратом. То бомбардовање из ваздуха било је ствар Хитлерове сујете, његове личне освете.”

## Спомен-гробље жртава бомбардовања
У оквиру комплекса Новог гробља у Београду, у непосредној близини Северног булевара, 1966. године формирано је Спомен-гробље страдалих у шестоаприлском бомбардовању Београда 1941. године. Ауторка спомен-гробља била је архитекткиња Милица Момчиловић. Двадесет девет мермерних плоча налази се на осам озиданих бетонских хумки, које подсећају на ровове у које су првобитно сахрањивани пострадали. На посебним плочама исписана су имена 646 идентификованих жртава и подаци о 909 неидентификованих мушкараца, 393 жене и 59 деце.

## Филмови бомбардовања
Немачко бомбардовање Београда током Априлског рата 1941. године никада није снимљено филмском камером. Године 1945. Никола Поповић је урадио први послератни документарни филм под називом Одмазда Београда. Поповић је секвенце бомбардовања монтирао из других документарних филмова; сцене је скројио користећи разни материјал заплењен из немачких филмских журнала. Убацио је сцене немачких авиона, Јункерса 87 (Штуке) и двомоторних Хајнкела 111. У филму се налазе кадрови непрепознатљивих градова у пламену, снимци бомбардовања Варшаве из 1939, те Ротердама и Лондона из 1940. Неке кадрове за овај филм је преузео из немачког УФО журнала број 405, који показује последице америчког бомбардовања Београда на Ускрс 1944. Снимио је 1945. реконструисане сцене експлозија на рушевинама заосталим из рата. Његов измонтирани филм из 1945. године је више деценија, у време СФРЈ, приказиван широј јавности, у биоскопима и на телевизији, као аутентичан филм немачког бомбардовања Београда 6. априла 1941. године.
Последице немачког бомбардовања Београда 6. априла 1941. снимио је одмах по завршетку бомбардовања, још пре уласка немачких трупа у главни град, киноаматер Радомир Милојковић (који је уједно и први снимио разрушен град). Његови снимци су први пут приказани након скоро четири деценије од завршетка Другог светског рата, у филму Марка Бапца из 1978. под називом Када је небо било црно над Београдом.